# Lista över borgmästare i Torshälla
Det här är en lista över borgmästare i Torshälla. Torshälla fick stadsrättigheter 1317 av Birger Magnusson. Den första till namnet kända borgmästaren var Niclis Pædersson, som hade ämbetet 1415–1428. Åren 1659–1832 hade Torshälla och Eskilstuna (bildat under namnet Karl Gustafs stad) gemensam borgmästare. Den siste ordinarie borgmästaren i Torshälla var Eric Wahlberg som inledde sin ämbetstid 1926. Han var tjänstledig från januari 1940, då han blev tillförordnad direktör för Svenska fattigvårds- och barnavårdsförbundet. På slutet skötte han de sista uppdragen på veckosluten och avgick helt 1942, då han blev ordinarie direktör för nämnda förbund.

## Borgmästare
| Ämbetstid | Namn                                             | Levnadstid | Övrigt              |
| --------- | ------------------------------------------------ | ---------- | ------------------- |
| 1415–1428 | Niclis Pædersson                                 |            |                     |
| 1429      | Matthias Laurensson                              |            |                     |
| 1486      | Larens Matthisson och Larens Tyske               |            |                     |
| 1588      | Siguord Ericsson och Staffan Jonsson             |            |                     |
| 1593      | Staffan Jonsson och Sven Jacobsson               |            |                     |
| 1598      | Siwll (Sjul) Ersson och Oloff Matzon             |            |                     |
| 1599      | Staffan Jonsson och Per Erichsson                |            |                     |
| 1600–1601 | Sven Jacobsson och Per Erichsson                 |            |                     |
| 1602      | Per Ersson och Erik Ersson                       |            |                     |
| 1603      | Per Erichsson och Richard Woldt                  |            |                     |
| 1604      | Richardt Woldt och Erik Ersson                   |            |                     |
| 1605      | Richardt Woldt och Per Ersson                    |            |                     |
| 1606      | Per Ersson och Oloff Mattzon                     |            |                     |
| 1608      | Olof Persson och Jacob Siwerdsson                |            |                     |
| 1609–1613 | Per Ersson och Olof Persson                      |            |                     |
| 1613–1615 | Olof Persson och Henrik Böök d.ä.                |            |                     |
| 1626      | Nils Andersson                                   |            |                     |
| 1636–1638 | Peder Hansson hch Peder Bengtsson                |            |                     |
| 1639      | Peder Bengtsson och Mats Eriksson                |            |                     |
| 1639      | Peder Bengtsson och Henrik Henriksson            |            |                     |
| 1640–1642 | Peder Bengtsson och Henrik Böök d.y.             |            |                     |
| 1643      | Henrik Böök d.y.                                 |            |                     |
| 1644      | Lars Olofsson och Peder Hansson                  |            |                     |
| 1645–1646 | Peder Hansson och Peder Bengtsson                |            |                     |
| 1647      | Peder Hansson                                    |            |                     |
| 1648–1651 | Gabriel Ericsson Rast och Peder Hansson          |            |                     |
| 1652      | Gabriel Ericsson Rast och Johan Christoffersson  |            |                     |
| 1653–1657 | Jacob Abrahamsson Ruth och Johan Christoffersson |            |                     |
| 1658–1661 | Eric Ericsson Dryselius och Nils Jonsson         |            |                     |
| 1665–1668 | Lars Ljung                                       |            |                     |
| 1668–1670 | ”Mäster Johan”                                   |            |                     |
| 1671      | Lars Henriksson Häger                            |            |                     |
| 1672–1676 | Josias Josefsson Fougman                         |            |                     |
| 1677      | Samuel Reuter                                    |            |                     |
| 1677–1682 | Abraham Månsson Knoop                            |            |                     |
| 1683–1689 | Sven Ersson Herling                              |            |                     |
| 1690–1696 | Jonas Krank                                      | 1645–1704  |                     |
| 1699–1701 | Abraham Dahlberg                                 |            |                     |
| 1702–1706 | Nils Gavelius                                    |            |                     |
| 1707–1709 | Baltzar Springer                                 |            |                     |
| 1710–1717 | Anders Björnström                                |            |                     |
| 1719–1731 | Olof Törnberg                                    |            |                     |
| 1732–1737 | Georg Fredrik Björnström                         |            |                     |
| 1738–1753 | Wilhelm Gottlieb Falcken                         | 1693–1753  |                     |
| 1753–1796 | Johan Fredrik Björnström                         | 1726–1796  |                     |
| 1797–1810 | Johan Betulander                                 | 1733–1810  |                     |
| 1811–1832 | Johan Abraham Andberg                            | 1777–1832  |                     |
| 1832–1859 | Sten Niklas Levin                                | 1807–1875  |                     |
| 1860–1886 | Karl Svensson                                    | 1827–1886  |                     |
| 1887–1890 | Ernst Swentzer                                   | 1858–1904  |                     |
| 1891–1924 | Albin Edsberg                                    | 1858–1924  |                     |
| 1924–1925 | Carl Lagerlöf                                    | 1862–1926  | Tillförordnad       |
| 1925–1942 | Eric Wahlberg                                    | 1894–1987  |                     |
| 1940–1942 | Gunnar Danielson                                 | 1911–1985  | Tillförordnad       |
| 1943–1945 | Tore Hellberg                                    | 1902–1980  | Tillförordnad       |
| 1946–1970 | Tore Hellberg                                    | 1902–1980  | Kommunalborgmästare |